# Joaquín d'Harcourt Got
Joaquín d'Harcourt Got (Puerto Príncipe, Cuba, 1896 - Mexico, 1972) est un médecin (chirurgien), militaire et professeur d'université espagnol.
Issu d’une famille de militaires, D’Harcourt fit des études de médecine, qu’il compléta par un cursus à l’Académie de médecine militaire. Il fut ensuite versé dans des unités combattantes au Maroc espagnol, participant notamment à la calamiteuse débâcle espagnole d’Anoual de juillet/août 1921, dont il réchappa. Revenu en métropole, il fut attaché comme médecin militaire à différentes bases aériennes dans les environs de Madrid. Il adhéra au PSOE et jura fidélité à la république proclamée en 1931. Détenteur du brevet de chirurgien militaire depuis 1932, il se voua à soigner les blessés pendant la révolution asturienne (1934), puis, pendant la guerre civile (1936-1939), comme directeur du service chirurgical de l’armée républicaine, notamment lors des batailles de Teruel et de l’Èbre. Après la défaite républicaine, il trouva refuge à Toulouse, où il apporta son concours à un rapport sur la situation sanitaire déplorable des réfugiés espagnols dans les camps d’internement en France. S’étant embarqué pour le Mexique après l’invasion allemande de juin 1940, il poursuivit dans ce pays sa carrière médicale et universitaire. Il est aussi l’auteur d’écrits scientifiques en chirurgie orthopédique et traumatologique.

## Biographie

### Origines et formation
Né dans ce qui était alors la colonie espagnole de Cuba, au sein d’une famille de haut gradés de l’armée espagnole, Joaquín d’Harcourt était le fils de Rafael d’Harcourt, colonel de cavalerie, caserné dans l’île, et de Pilar Got. À la suite de la défaite espagnole dans la guerre hispano-américaine de 1898, la famille D’Harcourt dut quitter le territoire pour la métropole et élut domicile à Saragosse.
Après des études secondaires à l’Institut général et technique de Saragosse, achevées en juin 1911, Joaquín d’Harcourt entreprit de études de médecine, d’abord à la faculté de médecine de Saragosse pour les trois premières années du cursus, puis à l’université Centrale de Madrid, et sortit diplômé en 1918. La même année, il obtint une bourse d'études de la Junta de Ampliación de Estudios (+/- Commission de continuation des études, JAE) pour compléter sa formation en France (ou aux États-Unis, suivant la source). À la fin de cette même année, il s’inscrivit comme stagiaire à l’Académie de médecine militaire (Academia de Sanidad Militar) de Madrid, achevant sa formation en 1919 avec le grade de lieutenant médecin,. Peu après, il s’engagea dans le service sanitaire de l’armée espagnole, ce qui allait l’amener à participer aux opérations militaires dans le Maroc espagnol, ayant en effet reçu sa première affectation dans le régiment d’infanterie Don Fernando à Melilla, dans l’est du territoire.

### Carrière dans l’armée espagnole
Joaquín d’Harcourt resta dans l’armée d’Afrique jusqu’en 1926 et participa à plusieurs campagnes militaires, dont celle d’Anoual en 1921. En juillet 1921, il sut s’extraire du camp d’Anoual lors de la débâcle des troupes espagnoles et, se faufilant à travers les lignes rifaines, réussit, quoique blessé, à atteindre Ben Taïeb, puis Melilla, où il allait par la suite, dès août 1921, codiriger l’hôpital militaire,. Pendant son séjour en Afrique, il fut le disciple du prestigieux docteur Manuel Bastos Ansart,.
En récompense de sa conduite courageuse, il se vit octroyer plusieurs médailles du Mérite militaire, ainsi que celle des Souffrances pour la Patrie, eu égard à la blessure reçue lors de la bataille d’Anoual, et différentes mentions pour ses actions remarquées en campagne. En août 1922, il fut promu capitaine médecin du Corps médical militaire et versé dans le groupe de Regulares Alhucemas no 5.
En juin 1926, il fut muté en métropole, dans le régiment de chasseurs de cavalerie María Cristina cantonné à Aranjuez, avant de passer au début de l’année suivante dans l’aviation militaire, sur la base de Tablada, dans la province de Séville.
En avril 1927, il contracta mariage et devint père de trois enfants, tous nés à Madrid. En août de la même année, il reçut une affectation à l’aérodrome de Cuatro Vientos près de Madrid. En septembre, il assista en qualité de membre de la délégation officielle espagnole à un congrès international de navigation aérienne à Rome, à l’occasion duquel il présenta en collaboration avec Álvaro Elices Gasset (de l’aéronautique civile) un exposé sur l’étiologie et la pathogénie du mal de l’air, bien accueilli par les congressistes. En 1929, il sollicita et obtint son immatriculation au Collège officiel des médecins de Madrid, immatriculation qui sera prolongée jusqu’en 1941. En 1930, sur ordre du commandant en chef de l’aviation militaire, il alla occuper un poste sur l’aérodrome de Getafe, toujours dans les environs de Madrid,.
Le 22 avril 1931, au lendemain de la proclamation de la république, il prêta serment de fidélité au nouveau régime, se conformant ainsi aux dispositions du décret présidentiel y relatif. À la fin de la même année, alors qu’il était adhérent du Parti communiste, il rejoignit le parti socialiste PSOE, par le biais de son adhésion à la section madrilène,.
À partir de 1930, Joaquín d’Harcourt combinait ses fonctions à la clinique d’urgences de l’aérodrome de Getafe avec celles à la clinique d’orthopédie et de rééducation de l’hôpital militaire de Carabanchel. En 1932, il devint titulaire du brevet de chirurgien militaire. En 1933, il fut nommé professeur de pathologie chirurgicale, chaire dont avait été titulaire le docteur Bastos Ansart, et devint en 1934 sociétaire de la Société de chirurgie de Madrid,.
Lors de la révolution asturienne de 1934, l’hôpital militaire de Carabanchel fut fortement mis à contribution. D’Harcourt s’y initia à la méthode de traitement par attelle plâtrée (« apósito enyesado », dite « cure occlusive ») mise au point par Bastos Ansart. En juillet 1935, il cofonda la Société espagnole de chirurgie orthopédique et traumatologique, dont il fut désigné le vice-secrétaire.

### Guerre civile
Durant la Guerre civile (1936-1939), il resta fidèle à la république et fut nommé à la tête du service chirurgical de l’armée républicaine,. En raison de l’avancée des troupes franquistes, il transféra son service de chirurgie de l’hôpital de Carabanchel à l’Hôtel Palace, qui devint ainsi l’hôpital chirurgical no 1. En octobre, il monta au rang de commandant médecin et fut nommé en juin 1937 chef des services chirurgicaux de l’armée de la république. En mai, il avait été promu lieutenant-colonel médecin pour mérites de guerre. En 1938, il était porteur du grade de lieutenant-colonel.
Il s’attacha à rendre possibles les interventions chirurgicales au plus près de la ligne de front et faisait en sorte que les techniques de traitement des blessures, notamment des fractures ouvertes — techniques qu’avait conçues Bastos Ansart (la dénommée « cure occlusive ») et que le médecin Josep Trueta appliquait parallèlement dans le secteur médical civil — soient largement mises en pratique sur le terrain militaire, dans le service sanitaire de l’armée républicaine, D’Harcourt mettant à profit son expérience avec cette technique acquise lors de la Révolution asturienne en 1934,. Dans le courant de la guerre, tant sur le front comme à l’arrière, D’Harcourt réussit à mettre sur pied une structure médicale complète apte à prendre en charge les blessés tout en étudiant parallèlement l’efficacité des traitements chirurgicaux. Il se signala aussi par le recours aux sulfamides pour le traitement des blessés de guerre,. Il fut plus particulièrement actif sur le front de Teruel et lors de la bataille de l'Èbre, puis dans l’hôpital militaire de Vallcarca (dans le district de Gràcia à Barcelone), sur lequel il se replia avec son service après ladite bataille. L’avancée des troupes franquistes en Catalogne à la fin janvier 1939 le força à quitter Barcelone et à se diriger vers la frontière française.

### Exil et carrière médicale au Mexique
À la suite de chute de la Catalogne, il chercha refuge en France, où il se retrouva séjournant dans les camps d’internement pendant un certain temps, avant d’être accueilli à Toulouse par ses éminents collègues français Camille Soula et Joseph Ducuing. Il établit dans cette ville, avec le concours de son ami Folch, médecin militaire comme lui, son Centre de diffusion et d’études au sein de la Société de médecine, chirurgie et pharmacie et du Centre régional anti-cancéreux (CRAC).
Vers la fin de 1939, d’Harcourt contribua à la rédaction du rapport signé du général Péloquin, médecin-chef des camps de réfugiés espagnols, dans lequel était mis en évidence que la dysenterie et les pneumonies, entre autres maladies, faisaient des ravages parmi les réfugiés espagnols,.
Devant l’avancée de l’armée allemande, qui avait occupé Paris le 14 juillet 1940, Joaquín d’Harcourt parvint, en compagnie de sa propre famille et de 400 autres réfugiés espagnols et avec l’aide de la JARE (Junta de Auxilio a los Republicanos Españoles), à s’embarquer à Sète le 15 octobre 1941 à destination du Mexique, où il mit pied à terre le 18 novembre à Veracruz avant de se transporter à Mexico par train le lendemain. Il établit sa nouvelle résidence dans cette ville, où il enseigna à titre de professeur invité à l’École de médecine militaire, puis, à partir de 1944, à l’université nationale autonome de Mexico (UNAM),,.
En 1944, conjointement avec le docteur Folch, il se vit conférer le prix annuel de l’Académie nationale de médecine du Mexique, en hommage à ses contributions sur l’usage des sulfamides.
En janvier 1949 fut fondée l’Ateneo Español de México, institution ayant pour objectif la résilience culturelle des exilés espagnols, et dont Joaquín d’Harcourt fut élu président du premier comité directeur, pour une période de 18 ans, et l’écrivain et philosophe Francisco Giner de los Ríos Morales bibliothécaire,,. Il fut, avec d’autres, à l’initiative de la mutuelle Benéfica Hispana (ou Asociación Civil Mutualista de Asistencia Médico-Farmacéutica), dont il assuma la direction générale.
En 1969, il publia à Mexico un opuscule consacré à son ami et maître Manuel Bastos Ansart et intitulé Relación biográfica de la vida amorosa, fructífera y creadora de una pareja feliz: Consuelo Bastos y Dr. Manuel Bastos (littér. Relation biographique de la vie amoureuse, fructueuse et créatrice d’un couple heureux : Consuelo Bastos et le Dr. Manuel Bastos).
Décédé à Mexico en mai 1972, il fut inhumé dans cette même ville, au cimetière dénommé Panteón Francés de San Joaquín.

## Publications
- Enciclopedia Manual de ciencias médicas, Mexico, 1945.
- Traumatología quirúrgica general y especial, Mexico, 1945.
- Nuestra experiencia sobre la cinematización activa de los muñones de antebrazo, article dans Arch. Med. Méx., Mexico, 1943.
- El problema de los inválidos de guerra, article dans An. Méd. del Ateneo Ramón y Cajal, Mexico, 1944.
- Concepto patológico actual y normas de tratamiento ortopédico quirúrgico de la osteoartritis tuberculosa&, article dans Arch. Med. Méx., Mexico, 1944.
- Fundamentos y generalidades de la cirugía de las articulaciones, article dans An. Méd. del Ateneo Ramón y Cajal.
- Severo Ochoa, premio Nobel 1959, article dans Ciencia, Mexico, 1960.
- Relación biográfica de la vida amorosa, fructifera y creadora de una pareja ejemplar: Consuelo Bastos y Dr. Manuel Bastos, Mexico, 1969.